# 黑鳍粗唇鱼
黑鳍粗唇鱼（学名：Hemigymnus melapterus），又名黑鰭厚唇魚，俗稱黑白龍、垂口倍良、闊嘴郎、黑鰭鸚鯛、垂口鸚鯛，为輻鰭魚綱隆头鱼科粗唇鱼属的鱼类，俗名黑鳍半裸鱼。分布于印度洋非洲东岸至太平洋中部、北至日本、台湾岛以及南海诸岛、海南岛等，深度0至30公尺。该物种的模式产地在日本。

## 特徵
本魚體長橢圓形，側扁；頭中大；眼中大。吻為白色且相當肥厚。上下頜各具一列錐狀齒，前端具一對犬齒。幼魚及次成魚的前半部體色多為灰色，後半部則多為墨綠色至黑色，而兩色之間有一白色橫帶相隔，此橫帶起於背鰭起點處向臀鰭處斜去。在眼部附近則有許多粉紅色及藍色相互交纏；至成魚時這些紋路並擴及整個頭部，而尾部亦逐漸轉變成黃色。背鰭硬棘9枚、背鰭軟條10至11枚、臀鰭硬棘3枚、臀鰭軟條11枚。體長可達40公分。

## 生態
本魚棲息在亞潮帶的礁湖或向海礁坡上的砂和珊瑚或石塊的混合區，小魚則常躲在珊瑚叢中，以底生動物為食，它吸入一口沙子，在嘴裡過濾食物，然後通過鰓蓋將沙子排出，與大多數隆頭魚科魚類一樣，它是先熟雌雄同體，即個體一開始是雌性，後來有能力變成雄性。

## 經濟利用
大於可食用，適合清蒸，小魚則可做為觀賞魚。